# 城姫クエスト
『城姫クエスト』（しろひめクエスト）は、GREEより配信されているゲーム。2014年8月15日にサービス開始。基本プレイ無料（アイテム課金制）。プレイするにはGREEへの登録が必要となる。サービス開始当初はスマートフォン向けの配信だったが、2014年11月27日よりPCブラウザにも対応した。2016年5月26日にはAndroid版、同年6月30日（あるいは7月1日）にはiOS版のアプリの配信も開始され、それにともなってタイトルが『城姫クエスト 極』（しろひめクエスト きわみ）と改名された。

## 概要
GREE、KADOKAWA（アスキー・メディアワークス）、AZITOの3社共同プロデュースによるソーシャルゲーム。アスキー・メディアワークスの『月刊コミック電撃大王』のイラスト企画を原作とする。
内容はプレイヤーが城の主となって自分の城の姫「城姫」とともに黒き力に浸食された城姫、「黒城姫」と戦いを繰り広げるタワーディフェンスゲームである。
城姫とは日本古来の戦いにおいて欠かすことのできない存在である城を擬人化し、姫として描かれたものである。それら城姫に、ユーザーは指示を下すことで様々なシチュエーションが繰り広げられる。城主となるユーザーは、攻めたい土地を選択し派兵といわれるバトルをする。バトルには野戦と本丸決戦の二種類があり、野戦をクリアしていくとボスが待ち受ける本丸決戦に突入する。なお、派兵の際に一定の条件を達成することで、攻略した城姫の開城された姿が特別に見ることができる。
またユーザーは、派兵の道中や内政にて城をつくる資材を入手することができ、手に入れた資材で新たな城を築城することが可能。その際の条件で新しい城姫が誕生、資材の量や条件によって姫は毎回代わる。2014年8月22日から2014年9月1日には、城主10万人突破を記念して、様々なアイテムとともに武将・石川五右衛門が配布された。

## 城姫
| 声優名     | 配役                                                                         |
| ---------- | ---------------------------------------------------------------------------- |
| 阿久津加菜 | 名古屋城、月山富田城、鳥取城、高知城、メカタ城                               |
| 浅倉杏美   | 松前城、萩城、躑躅ヶ崎館、江戸城、大分府内城                                 |
| 阿澄佳奈   | 石垣山城、唐沢山城                                                           |
| 雨宮天     | 今帰仁城                                                                     |
| 五十嵐裕美 | 高遠城、明石城、人吉城、松代城、鹿児島城                                     |
| 石川綾乃   | 米沢城                                                                       |
| 岩橋由佳   | 中津城、鬼ノ城                                                               |
| 内山夕実   | 岩村城、岡山城、松坂城、吉野ヶ里、川越城、多聞山城                           |
| 江原裕理   | 徳島城                                                                       |
| 大西沙織   | 浜松城、津和野城                                                             |
| 小澤亜李   | 小田原城、春日山城、金沢城、松本城、山形城                                   |
| 加隈亜衣   | 会津若松城、勝瑞城、伊賀上野城、二条城、忍城、三崎城、吉良上野介屋敷、明智城 |
| 金元寿子   | 内城、駿府城、富山城、宇都宮城、備中松山城、結城城、要害城                   |
| 川澄綾子   | 彦根城                                                                       |
| 久保田梨沙 | 向羽黒山城、大多喜城                                                         |
| 小泉瀬奈   | 丸岡城、洲本城、中城城、白河小峰城                                           |
| 小清水亜美 | 秩父三峰城                                                                   |
| 高野麻里佳 | 八王子城、犬山城、新発田城、福山城、宇和島城                                 |
| 佐藤利奈   | 赤穂城、白石城、高取城、小牧山城、広島城                                     |
| 鈴木亜理沙 | 坂本城、富田若山城                                                           |
| 諏訪彩花   | 佐倉城、七尾城、篠山城、鉢形城、岡崎城                                       |
| 高橋あみか | 大和郡山城、竹田城、松山城、高松城、足利氏館                                 |
| 田澤茉純   | 三原城、今治城                                                               |
| 田中貴子   | 小倉城、米子城                                                               |
| 田中真奈美 | 長篠城、二本松城、宮尾城                                                     |
| 田村ゆかり | 聚楽第                                                                       |
| 長縄まりあ | 弘前城、吉田郡山城、飫肥城、佐賀城、多賀城                                   |
| 花澤香菜   | 坂戸城                                                                       |
| 早見沙織   | 熊本城、備中高松城、久留里城、箕輪城、原城                                   |
| 原田ひとみ | 丸亀城、高田城、岸和田城、岩国城、岩槻城                                     |
| 日岡なつみ | 龍岡城、小谷城、高岡城、掛川城、湯築城、能島城                               |
| 深田愛衣   | 水戸城、沼田城、福知山城、千早城                                             |
| 松嵜麗     | 清洲城、首里城、福岡城、姫路城、稲葉山城                                     |
| 松田颯水   | 武蔵松山城、大洲城、二俣城、大阪城、小諸城、久保田城、平戸城                 |
| 山崎はるか | 上田城、本能寺                                                               |
| 佳村はるか | 和歌山城 、仙台城、盛岡城、一乗谷城、松江城                                  |
| ルゥティン | 岩櫃城                                                                       |

## ボイスドラマ
電撃文庫刊のノベライズ『城姫クエスト 僕と銀杏と心の旅』『城姫クエスト2 僕と銀杏の心の旅』をベースに、著者の五十嵐雄策による加筆の下、2015年にボイスドラマがゲーム内で提供された。主人公の天城秋宗の声は、内田雄馬が担当した。

## コラボレーション
2014年12月上旬から2015年1月にかけて、GREEのソーシャルゲームである『ドラゴンコレクション』と『戦国コレクション』とのコラボレーションイベントが開催された。